# День исламского сопротивления

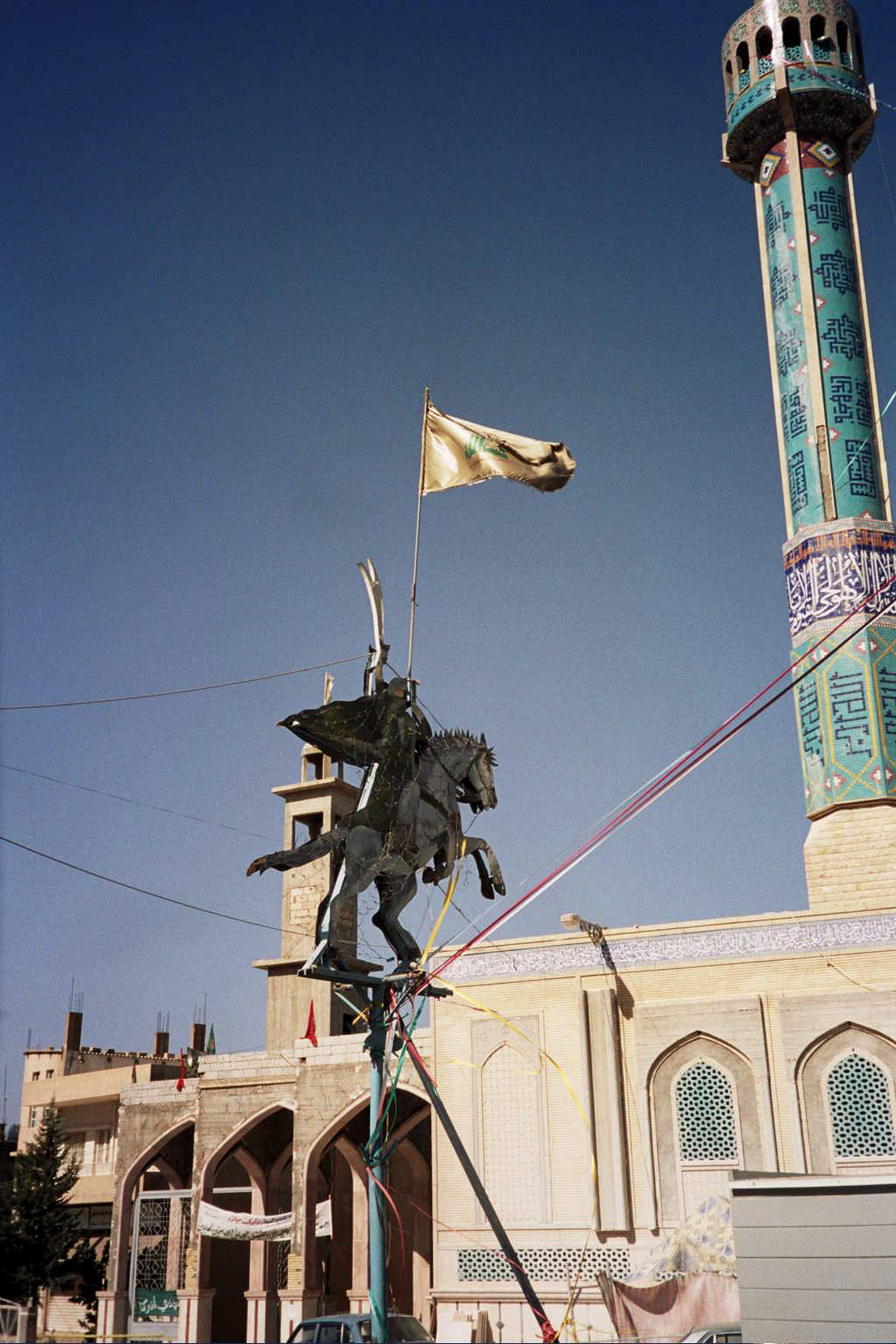

День исламского сопротивления (перс. روز مقاومت اسلامی‎) — национальный праздник, отмечаемый в Иране 14 августа (23 мордада по иранскому календарю).
Праздник был учрежден в 2008 году Верховным советом культурной революции по предложению Генерального совета по культуре Ирана. Посвящён победе ливанской группировки «Хезболла» над Израилем во Второй ливанской войне (12 июля — 14 августа 2006 года). Этот день расценивается иранцами как одно из важнейших исторических событий после победы Исламской революции, так как «Хезболла» смогла дать достойный ответ войскам противника.

## Исламское сопротивление
Исламское сопротивление — союз Ирана и радикальных организаций, объединившихся против Израиля и США как основных угроз для Ближнего востока. В Исламское сопротивление входит Иран, движение «ХАМАС», группировки «Исламский джихад» и «Хезболла» и шиитское движение «Амаль».

## История конфликта
Напряженные отношения между сторонами конфликта начались ещё в 1982 году, дата начала Первой ливанской войны, когда войска Израиля на 18 лет оккупировали территории Южного Ливана, чтобы обезопасить границы своей страны. После вывода израильских войск в 2000 году эти территории взяла под контроль «Хезболла» и начала укреплять оборону пограничных с Израилем районов.
Началом второй войны послужили действия группировки, которая подвергла ракетно-миномётному обстрелу израильский приграничный посёлок и напала на два патрульных джипа армии Израиля, с целью помочь палестинским боевикам. В результате были ранены 11 израильских военных, трое убиты и двое взяты в плен. В ответ Израиль предпринял массированные бомбардировки населённых пунктов и объектов инфраструктуры на всей территории Ливана и развернул наземную операцию, в ходе которой израильским войскам удалось продвинуться вглубь ливанской территории. В свою очередь, боевики «Хезболлы» наносили ракетные удары по городам и поселениям на севере Израиля.
14 августа, примерно в 8:00 по местному времени, в соответствии с резолюцией Совета Безопасности ООН, был объявлен режим прекращения огня.
В результате конфликта число погибших со стороны Израиля составило 170 человек, раненых — около 2,5 тыс. Точное число погибших со стороны «Хезболлы» неизвестно. Эта война унесла свыше тысячи жизней мирного населения Ливана.

## Память
Сад-музей «Мелита» (перс. موزه ملیتا باغ‎) был недавно[когда?] открыт на юге Ливана в одном из районов, который был вовлечён в боевые действия. В музее представлены оружие и вещи солдат со времён войны, настоящие баррикады, приобретённые боевиками «Хезболлы» трофеи и повреждённые израильские танки.

## Интересные факты
В Иране это событие называют 33-дневной войной (перс. جنگ 33 روزه‎), несмотря на то, что фактически конфликт длился 34 дня.